# 320 v. Chr.
Portal Geschichte | Portal Biografien | Aktuelle Ereignisse | Jahreskalender | Tagesartikel

◄ |
5. Jahrhundert v. Chr. |
4. Jahrhundert v. Chr. |
3. Jahrhundert v. Chr. |
►

◄ | 340er v. Chr. | 330er v. Chr. | 320er v. Chr. | 310er v. Chr. |
300er v. Chr. |
►

◄◄ | ◄ | 323 v. Chr. | 322 v. Chr. | 321 v. Chr. | 320 v. Chr. |
319 v. Chr. |
318 v. Chr. |
317 v. Chr. |
► |
►►

## Ereignisse

### Diadochenkriege
- Ende des Ersten Diadochenkrieges.
- Neuverteilung der Macht unter den Diadochen in der Konferenz von Triparadeisos (Syrien) [vor allem in der älteren Forschung in das Jahr 321 v. Chr. datiert]. Seleukos I., bislang Kommandant der Hetairen, wird für seine Beteiligung beim Sieg über Perdikkas mit Babylonien und dem persischen Osten belohnt. Regent für König Philipp III. Arrhidaios wird anstelle von Perdikkas nun Antipater. Antigonos wird mit dem Feldzug gegen Eumenes beauftragt, der sich in die kappadokische Festung Nora zurückziehen muss.

### Italien
- Die Samniten schließen Frieden mit der Stadt Tarent. Sie gewinnen außerdem das strategisch wichtige, mit Rom verbündete Luceria in Apulien. Bei Luceria gelingt den Römern allerdings kurz darauf ein Sieg über das samnitische Heer, das von den Römern unter das Joch geführt wird.

### Asien
- Zhou Shen Jing Wang wird König der Östlichen Zhou-Dynastie in China. Er kann sich kaum gegen die Herrscher der mächtigen Vasallenstaaten durchsetzen.
- um 320 v. Chr.: Chandragupta Maurya gründet von Magadha aus das Maurya-Reich.

## Geboren
- um 320 v. Chr.: Ptolemaios Keraunos, König von Makedonien († 279 v. Chr.)
- um 320 v. Chr.: Timocharis von Alexandria, griechischer Astronom († 260 v. Chr.)
- um 320 v. Chr.: Timon von Phleius, griechischer Philosoph und Dichter († 230 v. Chr.)

## Gestorben
- Perdikkas, Reichsverweser Alexanders des Großen, wird ermordet
- Anaxarch, griechischer Philosoph (* um 360 v. Chr.)